# Puchar Cypru w piłce siatkowej mężczyzn (2021/2022)
Puchar Cypru w piłce siatkowej mężczyzn 2021/2022 – 48. sezon rozgrywek o siatkarski Puchar Cypru zorganizowany przez Cypryjski Związek Piłki Siatkowej. Zainaugurowany został 4 kwietnia 2022 roku.
W rozgrywkach brało udział 8 drużyn grających w mistrzostwach Cypru kategorii A. Rozgrywki składały się z ćwierćfinałów oraz turnieju finałowego. We wszystkich rundach rywalizacja toczyła się systemem pucharowym, z tym że w ćwierćfinałach o awansie decydował dwumecz.
Turniej finałowy odbył się w dniach 14-15 kwietnia 2022 roku w Centrum Sportowym Kition w Larnace. W jego ramach rozegrano półfinały oraz finał. Po raz ósmy Puchar Cypru zdobyła Omonia Nikozja, która w finale pokonała klub Nea Salamina Famagusta. MVP finału wybrany został Marin Lescov.
Sponsorem tytularnym rozgrywek było przedsiębiorstwo OPAP.

## System rozgrywek
Rozgrywki o Puchar Cypru w sezonie 2021/2022 składały się z ćwierćfinałów oraz turnieju finałowego, w ramach którego odbyły się półfinały i finał. Nie był grany mecz o 3. miejsce. Uczestniczyło w nich 8 drużyn biorących udział w mistrzostwach Cypru kategorii A.
Rywalizacja toczyła się w systemie pucharowym. Przed ćwierćfinałami oraz przed turniejem finałowym odbyły się losowania wyłaniające meczowe pary. W ćwierćfinałach o awansie w ramach pary decydował dwumecz. Za zwycięstwo 3:0 lub 3:1 drużyna otrzymywała 3 punkty, za zwycięstwo 3:2 – 2 punkty, za porażkę 2:3 – 1 punkt, natomiast za porażkę 1:3 lub 0:3 – 0 punktów. Jeżeli po rozegraniu dwumeczu obie drużyny zdobyły taką samą liczbę punktów, rozgrywany był tzw. złoty set grany do 15 punktów z dwoma punktami przewagi jednej z drużyn. W półfinałach i finale drużyny w ramach pary rozgrywały jedno spotkanie.

## Rozgrywki

### Ćwierćfinały
|  | Omonia Nikozja | 6 – 0 | Anagennisi Derinia |  |

| 04.04.2022 20:00 (UTC+3) | Anagennisi Derinia | 1:3 (18:25, 14:25, 25:22, 21:25) | Omonia Nikozja | Hala sportowa, Derinia Widzów: 155 Sędziowie: Christos Maifosis i Isaak Fluris |

| 07.04.2022 20:30 (UTC+3) | Omonia Nikozja | 3:0 (25:18, 25:19, 25:13) | Anagennisi Derinia | Hala Sportowa Tasos Papadopulos – Elefteria, Engomi Widzów: 60 Sędziowie: Andreas Konstandinidis i Konstandinos Stefanis |

|  | APOEL Nikozja | 4 – 2 | Enosis Neon Paralimni |  |

| 04.04.2022 20:00 (UTC+3) | Enosis Neon Paralimni | 0:3 (19:25, 22:25, 28:30) | APOEL Nikozja | Miejska hala sportowa, Paralimni Widzów: 50 Sędziowie: Andreas Daniil i Dimitris Kukunis |

| 08.04.2022 20:00 (UTC+3) | APOEL Nikozja | 2:3 (25:21, 17:25, 21:25, 25:17, 11:15) | Enosis Neon Paralimni | Hala sportowa Lefkoteo, Engomi Widzów: 60 Sędziowie: Isaak Fluris i Christos Mitrofanus |

|  | Anorthosis Famagusta | 3 – 3 | Green Air Pafiakos Pafos |  |

| 04.04.2022 20:00 (UTC+3) | Green Air Pafiakos Pafos | 2:3 (23:25, 25:22, 21:25, 25:23, 12:15) | Anorthosis Famagusta | Centrum Sportowe Afroditi, Pafos Widzów: 80 Sędziowie: Andreas Konstandinidis i Joanis Mitsis |

| 08.04.2022 20:00 (UTC+3) | Anorthosis Famagusta | 2:3 (25:23, 15:25, 25:16, 19:25, 9:15) | Green Air Pafiakos Pafos | Centrum Sportowe Temistoklio, Kato Polemidia Widzów: 150 Sędziowie: Andreas Daniil i Andreas Konstandinidis |

|  | Anorthosis Famagusta | złoty set: 24:22 | Green Air Pafiakos Pafos |  |

|  | AE Karawa Lambusa | 0 – 6 | Nea Salamina Famagusta |  |

| 04.04.2022 20:30 (UTC+3) | Nea Salamina Famagusta | 3:0 (25:20, 25:21, 25:13) | AE Karawa Lambusa | Centrum Sportowe Spiros Kiprianu, Limassol Widzów: 55 Sędziowie: Memnon Andorkas i Joanis Sofokleus |

| 08.04.2022 20:00 (UTC+3) | AE Karawa Lambusa | 0:3 (20:25, 22:25, 19:25) | Nea Salamina Famagusta | Centrum Sportowe Spiros Kiprianu, Limassol Widzów: 45 Sędziowie: Memnon Andorkas i Kiriakos Kojionis |

### Turniej finałowy

#### Półfinały
| 14.04.2022 17:30 (UTC+3) | Anorthosis Famagusta | 2:3 (25:18, 25:16, 21:25, 17:25, 12:15) | Omonia Nikozja | Centrum Sportowe Kition, Larnaka Widzów: 250 Sędziowie: Isaak Fluris i Andreas Konstandinidis |

| 14.04.2022 21:00 (UTC+3) | APOEL Nikozja | 0:3 (18:25, 24:26, 15:25) | Nea Salamina Famagusta | Centrum Sportowe Kition, Larnaka Widzów: 160 Sędziowie: Dimitris Kukunis i Konstandinos Stefanis |

#### Finał
| 15.04.2022 20:00 (UTC+3) | Omonia Nikozja | 3:2 (25:22, 21:25, 18:25, 25:22, 17:15) | Nea Salamina Famagusta | Centrum Sportowe Kition, Larnaka Widzów: 435 Sędziowie: Andreas Daniil i Christos Maifosis |